# Microrégion d'Ituverava
La microrégion d'Ituverava est l'une des quatre microrégions qui subdivisent la mésorégion d'Itapetininga de l'État de São Paulo au Brésil.
Elle comporte 5 municipalités qui regroupaient 95 728 habitants en 2006 pour une superficie totale de 1 996 km².

## Municipalités[1]
- Aramina
- Buritizal
- Guará
- Igarapava
- Ituverava